# Radiohead Box Set
Radiohead Box Set es una caja recopilatoria que contiene los 6 primeros álbumes de estudio y un álbum en vivo de la banda Radiohead, lanzado el 10 de diciembre de 2007. La recopilación también está disponible como descarga digital y como una memoria USB de 4GB. La recopilación alcanzó la posición n.º 95 en Canadá.

## Contenido
El box set contiene los seis álbumes de estudio y un EP en vivo, que fueron lanzados por su antigua discográfica EMI ente 1993 y 2003:
- Pablo Honey
- The Bends
- OK Computer
- Kid A
- Amnesiac
- I Might Be Wrong: Live Recordings
- Hail to the Thief

La recopilación en forma física fue lanzada como edición limitada, con las portadas originales en estilo digipak de los 7 álbumes lanzados, como descarga digital estuvo disponible con un DRM Free de 320 kbit/s en formato MP3.

## Antecedentes
El contrato de la banda con Parlophone había expirado en 2004, tras el lanzamiento de su sexto álbum Hail to the Thief en 2003. Sin un contrato de grabación, la banda grabó el álbum In Rainbows, que fue lanzado de manera independiente en octubre de 2007 como una descarga digital. Este discbox estaba disponible para su compra en el sitio web "In Rainbows" por £ 40 (EE. UU. $ 82), y fue enviado a los clientes a principios de diciembre de 2007.
El 31 de octubre de 2007 Radiohead anunció que iba a firmar un nuevo contrato con XL Recordings, y que In Rainbows sería lanzado como un CD lanzado comercialmente. Muy poco después, Parlophone Records anunció el lanzamiento del box set. Fue publicado exactamente una semana después del lanzamiento en CD de In Rainbows, vendiéndolo al mismo precio. Radiohead no estaba involucrado en la decisión de lanzar el box set y por lo tanto no lo promovieron.  Se ha dicho que el lanzamiento de la recopilación fue un acto de venganza por la pérdida de los derechos de venta de Radiohead que era comercialmente rentable.  Parlophone lo ha negado y se han negado a comentar la versión.